# التصنيفات الدولية للدنمارك
تتضمن المقالة التالية قائمةً بالتصنيفات الدولية للدنمارك، من حيث الجوانب الاقتصادية والبيئية والعسكرية والسياسية والاجتماعية.

## التصنيفات الاقتصادية
- البنك الدولي: مؤشر جيني - المرتبة 18 من بين 168 دولة / منطقة (2021)
- مؤسسة التراث: مؤشر الحرية الاقتصادية - المرتبة التاسعة من بين 177 دولة/منطقة (2024) [1]
- صندوق النقد الدولي: الناتج المحلي الإجمالي (الاسمي) - المرتبة 37 من بين 188 دولة/منطقة (2024) [2] [3]
- صندوق النقد الدولي: الناتج المحلي الإجمالي للفرد الواحد في تعادل القوة الشرائية - المرتبة 11 من بين 181 دولة/منطقة (2024) [4] [5]
- البنك الدولي: الدخل القومي الإجمالي (تعادل القوة الشرائية) للفرد - المرتبة التاسعة من بين 190 دولة/منطقة (2022) [6]
- برنامج الأمم المتحدة الإنمائي: تصنيف مؤشر التنمية البشرية في المرتبة 16 من بين 187 دولة/منطقة (2022) [7]
- استطلاع جالوب العالمي: أسعد دول العالم — المرتبة الثانية من بين 137 دولة/منطقة (2023) [8]
- المنتدى الاقتصادي العالمي: تقرير التنافسية العالمية - المرتبة الثانية من بين 141 دولة/منطقة (2020) [9]

## التصنيفات البيئية
- جامعة ييل: مؤشر الاستدامة البيئية - المرتبة الأولى من بين 180 دولة (2022) [10]

## التصنيفات العسكرية
- معهد الاقتصاد والسلام: مؤشر السلام العالمي - المرتبة الثانية من بين 163 دولة (2023) [11]

## التصنيفات السياسية
- صندوق السلام: مؤشر الدول الهشة يحتل المرتبة 174 من بين 177 دولة - مستدام (2023) [12]
- منظمة الشفافية الدولية: مؤشر مدركات الفساد في المرتبة الأولى من بين 180 دولة (2010) [13]
- مراسلون بلا حدود: مؤشر حرية الصحافة في المرتبة 11 من 178 (2010) [14]
- مجلة الإيكونوميست: مؤشر الديمقراطية في المرتبة الثالثة من بين 167 (2010) [15]

## التصنيفات الاجتماعية
- وحدة الاستخبارات الاقتصادية: مؤشر مكان الميلاد، المرتبة الخامسة من أصل 80 (2013) [16]
- مؤشر التقدم الاجتماعي: المرتبة الثانية من بين 163 دولة (2020) [17]
- جامعة ليستر: مؤشر الرضا عن الحياة لعام 2006، المرتبة الأولى من بين 178 دولة [18]
- منظمة التعاون الاقتصادي والتنمية: الأطباء لكل 1000 نسمة 2007، المرتبة 15 من بين 30 دولة

## التصنيفات التكنولوجية
- المنظمة العالمية للملكية الفكرية: مؤشر الابتكار العالمي 2024، المرتبة 10 من بين 133 دولة [19]